# Irina Sjunikhovskaja
Irina Sjunikhovskaja, född den 16 juli 1967, är en sovjetisk seglare.
Hon tog OS-brons i 470 i samband med de olympiska seglingstävlingarna 1988 i Seoul.